# Patte d'oie d'Herblay
Pour les articles homonymes, voir Patte d'oie et Herblay.
La patte d'oie d'Herblay est un lieu-dit, un carrefour et une zone d'activités commerciales très importante située le long de la route départementale 14 (ex-RN 14), parallèlement à l'autoroute A15, entre les communes de Franconville, Montigny-lès-Cormeilles, Herblay-sur-Seine et Pierrelaye, dans le département du Val-d'Oise. C'est la seconde zone commerciale la plus importante dans l'ameublement en France, après celle de Marseille. On y retrouve de grands magasins d'ameublement tels que Chateau d'Ax, Grand Litier, La Maison Contemporaine ou encore Tablacasa.
Ce nom date au moins du XVIe ou du XIXe siècle.
Elle compte entre autres des magasins ou boutiques des marques Castorama, Carrefour, Leclerc, Ikea, Alinéa, Decathlon, Fnac, Aldi, Truffaut, Animalis, Leader Price, Cash Converters et SFR.

## Personnalités
- Eugène Sue (1804-1857) a séjourné à la Patte d'Oie d'Herblay[2].